# Thomas Giessing
Thomas Giessing (ur. 19 marca 1961 w Rhede) – niemiecki lekkoatleta specjalizujący się w biegach sprinterskich oraz średniodystansowych. Uczestnik letnich igrzysk olimpijskich w Los Angeles (1984).

## Sukcesy sportowe
- brązowy (1984) medalista mistrzostw Republiki Federalnej Niemiec w biegu na 400 metrów[1]
- złoty (1988) oraz brązowy (1986) medalista mistrzostw Republiki Federalnej Niemiec w biegu na 800 metrów[2]

| Rok  | Miasto    | Zawody                      | Konkurencja                      | Wynik                  |
| ---- | --------- | --------------------------- | -------------------------------- | ---------------------- |
| 1979 | Bydgoszcz | mistrzostwa Europy juniorów | sztafeta 4 × 400 m               | złoty medal            |
| 1982 | Ateny     | mistrzostwa Europy          | sztafeta 4 × 400 m bieg na 400 m | złoty medal 8. miejsce |

## Rekordy życiowe
- bieg na 400 metrów – 46,00 – Brema 24/06/1983
- bieg na 800 metrów – 1:45,73 – Koblencja 06/08/1986